# Trgovište (Knjaževac)
Pour les articles homonymes, voir Trgovište (homonymie).
Trgovište (en serbe cyrillique : Трговиште) est une localité de Serbie située dans la municipalité de Knjaževac, district de Zaječar. Au recensement de 2011, elle comptait 1 850 habitants.
Trgovište, officiellement classé parmi les villages de Serbie, est situé sur les bords du Trgoviški Timok. C'est ce village qui donne son nom à la rivière.

## Démographie

### Évolution historique de la population
| 1948 | 1953 | 1961 | 1971 | 1981  | 1991  | 2002  | 2011  |
| ---- | ---- | ---- | ---- | ----- | ----- | ----- | ----- |
| 606  | 644  | 667  | 913  | 1 541 | 1 998 | 1 953 | 1 850 |

|  |